# Sowjetisch-estnischer Beistandsvertrag

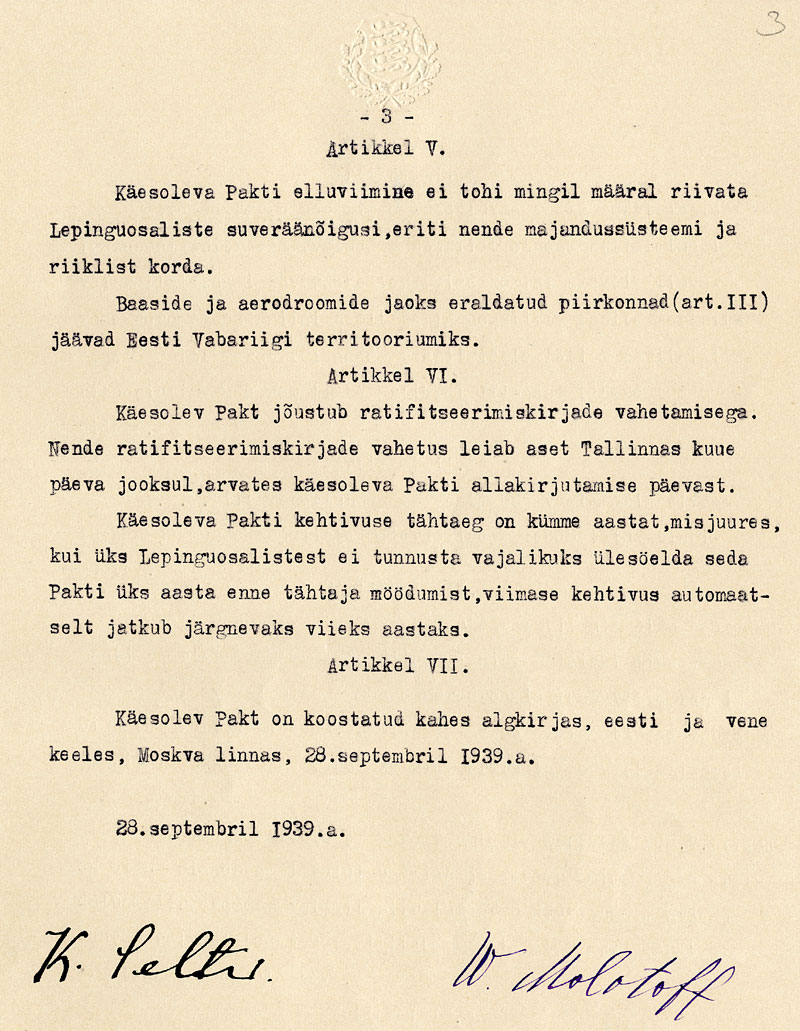
Dritter Artikel des Vertrags

Der Sowjetisch-estnische Beistandsvertrag war ein völkerrechtlicher Vertrag zwischen Estland und der Sowjetunion, der am 28. September 1939 in Moskau unterzeichnet wurde. Der Vertrag verpflichtete beide Parteien, die Souveränität und Unabhängigkeit der jeweils anderen Seite zu respektieren, und erlaubte der sowjetischen Regierung, Militärstützpunkte in Estland einzurichten, was die im Juni 1940 folgende Eingliederung Estlands in die UdSSR einleitete. Er wurde vom estnischen Außenminister Karl Selter und dem sowjetischen Außenminister Wjatscheslaw Molotow unterzeichnet. Ähnliche Verträge schlossen die Sowjets am 5. Oktober mit Lettland und am 10. Oktober mit Litauen. Die Ratifizierung erfolgte am 4. Oktober 1939 in Tallinn und der Vertrag trat am selben Tag in Kraft. Er wurde am 13. Oktober 1939 in die Vertragswerke des Völkerbundes eingetragen.
Estland gehörte ab dem 18. Jahrhundert zum Russischen Kaiserreich. Die Ereignisse des Ersten Weltkriegs ermöglichten dem Land 1918 die Unabhängigkeit von Russland. 1920 erkannte Sowjetrussland die Unabhängigkeit Estlands an. Im September 1939 teilten die Sowjetunion und NS-Deutschland mit dem Molotow-Ribbentrop-Pakt Osteuropa in Einflusssphären auf, wobei Estland der sowjetischen Sphäre zufiel. Nach der Besetzung Ostpolens drängten die Sowjets Finnland und die baltischen Staaten zum Abschluss von Beistandsverträgen. Dabei wurde der Orzeł-Zwischenfall genutzt, um Estland unter Druck zu setzen. Die Sowjets drohten den baltischen Staaten mit militärischer Intervention, was Litauen, Lettland und Estland dazu zwang „Beistandverträge“ zu unterschreiben, die ihre außenpolitische Souveränität einschränkten. Im Oktober 1939 begann die sowjetische Regierung mit der Stationierung von Truppen in Estland, deren Zahl die der estnischen Streitkräfte überstieg. Infolgedessen gewann die sowjetische Regierung allmählich die Kontrolle über das estnische Staatsgebiet.
Die Weigerung Finnlands, einen ähnlichen Vertrag mit den Sowjets zu unterschreiben, führte zum Winterkrieg zwischen November 1939 und März 1940, der die Sowjets vorerst ablenkte. Nach dem Ende des Kriegs gegen Finnland nahm Stalin erneut das Baltikum in den Blick. Im Juni 1940 nutzten die Sowjets angebliche Verletzungen des Beistandsvertrags als Vorwand, um der Regierung Estlands ein Ultimatum zu stellen. Am 17. Juni 1940 besetzten und annektierten die Sowjets Estland, nachdem sie auch die beiden anderen baltischen Staaten überfallen hatten. Als Estnische Sozialistische Sowjetrepublik blieb Estland bis zum Zerfall der Sowjetunion 1991 ein Teil der UdSSR.